# Near Earth Asteroid Tracking

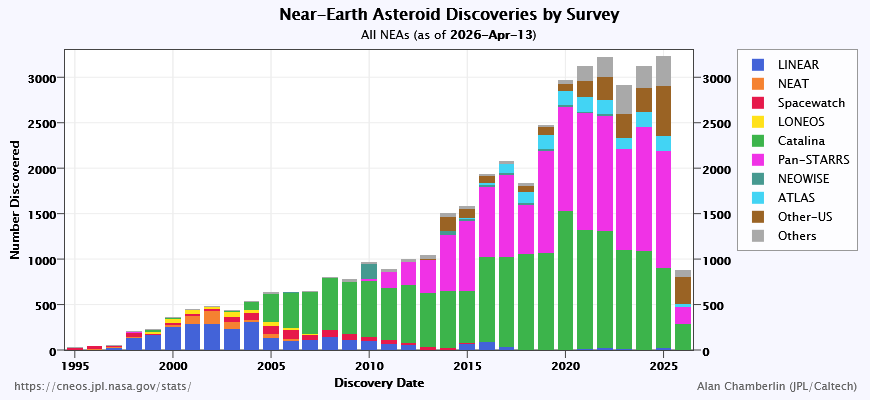
Numărul de obiecte din apropierea Pământului detectate de diferite programe

Near-Earth Asteroid Tracking (NEAT) (în română Urmărirea Asteroizilor din Apropierea Pământului) este un program condus de NASA și Jet Propulsion Laboratory pentru a descoperi obiecte din apropierea Pământului. Proiectul a început în decembrie 1995 și a fost închis în aprilie 2007.
Principalul investigator a fost Eleanor F. Helin, în cooperare cu Steven H. Pravdo și David L. Rabinowitz. NEAT a avut o înțelegere cu forțele aeriene SUA pentru a folosi telescopul GEODSS din Haleakala, Maui, Hawaii. Cu ajutorul telescopului folosit s-au descoperit 50000 Quaoar în 2002, 90377 Sedna în 2003 (anunțul a fost în 2004) și planeta pitică Eris.
Pe lângă sutele de asteroizi descoperiți, NEAT a redescoperit cometa periodică 54P/de Vico–Swift–NEAT și steaua Teegarden (sau SO J025300.5+165258). Cometa C/2001 Q4 (NEAT) a fost descoperită la 24 august 2001.
Asteroidul 64070 NEAT îi poartă numele.